# محوطه تپه سرروستای ایرمحله
محوطه تپه سرروستای ایرمحله مربوط به سدهٔ ۴ و ۵ ه.ق است و در شهرستان رودسر، روستای ایر محله واقع شده و این اثر در تاریخ ۲ بهمن ۱۳۸۲ با شمارهٔ ثبت ۱۰۷۶۵ به‌عنوان یکی از آثار ملی ایران به ثبت رسیده است.